# Shipton Ridge
Shipton Ridge ist ein Gebirgskamm im ostantarktischen Viktorialand. Er bildet den nordöstlichen Seitenarm der Allan Hills.
Erkundet wurde er 1964 von einer Mannschaft, die im Rahmen des New Zealand Antarctic Research Program in den Allan Hills tätig war. Diese benannte ihn nach dem britischen Bergsteiger Eric Shipton (1907–1977) und dessen Verbindung zum neuseeländischen Geologen Noel Ewart Odell (1890–1987), nach dem der nahegelegene Odell-Gletscher benannt ist.